# تامارین شیری طلایی
تامارین شیری طلایی (نام علمی: Leontopithecus rosalia) نام یک گونه از تیره میمون‌های پنجه‌ای است که بومی جنگل آتلانتیک در برزیل می‌باشد و یک گونه در معرض خطر است.